# Desmodium hentyi
Desmodium hentyi är en ärtväxtart som beskrevs av Bernard Verdcourt. Desmodium hentyi ingår i släktet Desmodium och familjen ärtväxter. Inga underarter finns listade i Catalogue of Life.